# کورت والدهایم
کورت یوزف والدهایم (به آلمانی: Kurt Josef Waldheim) (زاده ۲۱ دسامبر ۱۹۱۸ – درگذشته ۱۴ ژوئن ۲۰۰۷) سیاست‌مدار و دیپلمات اتریشی و چهارمین دبیرکل سازمان ملل متحد بود.

## زندگی
وی در ۲۱ دسامبر ۱۹۱۸ در روستائی نزدیک شهر وین اتریش متولد شد. او یک برادر و یک خواهر داشت. پدرش اصرار داشت که به خاطر موقعیت شغلی بهتر، حرفه پزشکی را دنبال کند ولی گرایش او به رشته حقوق بود.
در سال ۱۹۳۸ ورماخت وارد اتریش شد و اتریش رسماً به آلمان پیوست. والدهایم پس از آنکه در سال ۱۹۳۹ یک دوره دو ساله در دانشکده حقوق را گذراند به خدمت سربازی در ارتش آلمان-اتریش فراخوانده شد.

### جنگ جهانی
در جنگ به علت اصابت ترکش خمپاره‌ای پایش مجروح شد و پس از جراحی از خدمت وظیفه معاف شد. به وین بازگشت و مطالعاتش را از سرگرفت و در سال ۱۹۴۴ دکترای حقوق را از دانشگاه وین دریافت نمود. کورت در سال ۱۹۴۴ با هم‌دانشکده‌ای‌اش الیزابت والدهایم ازدواج کرد و بعدها صاحب سه فرزند شد.
کورت والدهایم در سال ۱۹۴۵ در آزمون استخدامی وزارت خارجه کشورش پذیرفته شد و در اندک مدتی به سمت منشی وزیر امور خارجه کشورش درآمد. در سال ۱۹۴۸ به سمت دبیر اول سفارت اتریش در پاریس گمارده شد. در سال ۱۹۵۵ اتریش که در جنگ جهانی دوم در کنار آلمان نازی بود اجازه یافت تا به عنوان عضو ناظر در سازمان ملل حضور یابد.
کورت در زمانی که سفیر اترش در سازمان ملل بود به ریاست «کمیسیون ملل متحد برای استفاده مسالمت‌آمیز از فضای ماورای جو» منصوب شد.

### ریاست جمهوری
وی در سال ۱۹۶۸ رسماً وزیر امور خارجه اتریش شد. پس از آنکه در سال ۱۹۷۰حزب حاکم اتریش اکثریت خودرا از دست داد، تصمیم گرفته شد تا وی از سمت وزارت برکنار شود و در مقابل به او پیشنهاد شد پست سفارت در مسکو یا لندن یا نمایندگی اتریش نزد سازمان ملل را بپذیرد. او سومی را پذیرفت. اما والدهایم جاه‌طلب‌تر از آن بود که به آن سمت قانع باشد. به همین منظور در انتخابات سال ۱۹۷۱ ریاست جمهوری اتریش کاندید شد و با ۲/۴۷ درصد آراء از رقیب خود شکست خورد.
والدهایم در سال ۱۹۸۶ دوباره در انتخابات ریاست جمهوری اتریش شرکت کرد و با کسب ۵۴ درصد کل آراء برای مدت شش سال به ریاست جمهوری اتریش انتخاب گشت.

### ریاست سازمان ملل
سرانجام در ۲۱ دسامبر ۱۹۷۱ شورای امنیت ملل متحد به اتفاق آراء به مجمع عمومی توصیه نمود تا کورت والدهایم ۵۳ ساله به عنوان چهارمین دبیرکل ملل متحد پذیرفته شود. وی به مدت ۱۰ سال (از ۱۹۷۱ تا ۱۹۸۱) دبیرکل سازمان ملل بود. پس از اتمام دومین دوره دبیر کلی اش تصمیم گرفت تا مجدداً برای دوره سوم نیز کاندید شود ولی در این دوره موفق نبود و جای خودرا به خاویر پرز دکوئیار داد.

### مرگ
کورت والدهایم در ۱۴ ژوئن ۲۰۰۷ (۲۴ خرداد ۱۳۸۶) در سن ۸۸ سالگی بر اثر نارسایی قلبی درگذشت.